# 中華民國保衛臺灣紀念章
中華民國保衛臺灣紀念章爲中華民國政府表彰1949年古寧頭戰役後，參與歷次保衛臺灣作戰的中華民國國軍官兵、金馬自衛隊及美軍協防等而頒發給作戰陣亡、受傷、被俘不屈、作戰有功者，2016年1月下旬由時任中華民國總統馬英九公開頒贈，有資格獲頒者至少一萬兩千人。

## 緣起
2015年頒發中華民國抗戰勝利紀念章時，有受獎老兵當面向總統馬英九建議，總統馬英九在2015年12月25日與時任中華民國國家安全會議秘書長高華柱、中華民國國防部部長高廣圻討論後，公開說明由中華民國國防部研議製發「中華民國保衛臺灣紀念章」，頒發給曾經參與保衛臺灣作戰的官兵。

## 頒給對象
- 1949年後參加歷次保衛臺灣作戰陣亡、負傷、被俘不屈歸來及參戰有功官兵或其遺族。
- 美軍協防臺灣期間參與作戰陣亡、負傷及有功人員或其遺族。[10]
- 其他參與作戰之金馬自衛隊或民人陣亡、負傷及有功人員或其遺族。[11]

## 臺海戰役
自1949年古寧頭戰役至1967年1月空戰止，為保衛臺灣歷次臺海戰役一共發生46次大小作戰，有1949年10月25日古寧頭戰役的金門保衛戰、11月3日的登步島戰役、1950年7月26日展開的大二膽戰役、1951年3月18日及1952年1月28日兩次突擊湄州島、1952年10月11日的南日島突擊戰、1953年7月6日至18日的東山島突擊戰、1954年8、9月間的九三砲戰、1955年1月18日的一江山戰役、1955年2月8日的大陳轉進、1958年8月23日的八二三砲戰、1965年「東引」「八六」「烏坵」三次海戰與1967年1月13日空戰。

## 紀念章申請
- 由各單位全面訪查1949年後參與歷次臺海戰役中陣亡、負傷、被俘不屈、作戰有功人員，造冊頒與。[13]
- 協請美國在台協會提供當年美軍協防臺灣參與作戰陣亡、負傷及有功人員或其遺族，並予頒贈。[10]
- 開放袍澤前輩及遺族提出申請，若散居海外與未健在者須由家屬代為申請，填妥申請表送國防部審頒。[14][11]

## 章體涵義
紀念章為「襟授」式，緞帶為紅白藍三色，中置金色國花梅花。章體之外觀設計，以浮雕搭配金銅色金屬製作，圖樣左上置放飄揚國旗圖案，陸海空三軍將士側面形象，呈現堅定防禦意志，並以城牆圖騰來表示保衛臺灣的意涵，下方海浪表達軍民在波濤洶湧中同舟一命的精神。

## 隨發文件
國防部審頒紀念章時，同時製發「紀念章證明書」乙幀，並附「向保衛臺灣的忠勇將士致敬」文乙份，以致上全國同胞最崇高的敬意與無限的感念。唯紀念章不得比照勳、獎章核發退除給與或慰問金。
「向保衛臺灣的忠勇將士致敬」全文：
民國38年4月共軍渡過長江南犯，國軍相繼撤退到臺灣、海南及舟山等三島。爾後戰局惡化，平潭、廈門於9、10月相繼陷落。10月25日共軍大舉進犯金門，國軍發揮陸、海、空軍聯合戰力，血戰3日，締造「古寧頭大捷」；11月3日共軍進犯舟山登步島，國軍於激戰4日後重創敵軍，再次告捷，古寧頭與登步之勝利相互輝映，為臺澎金馬奠定67年安定發展的基礎。民國38年12月中央政府播遷來臺，39年4、5月間調整戰略部署，海南與舟山之國軍撤退來臺，積極整軍備戰。6月25日韓戰爆發，美國以臺灣戰略地位重要，杜魯門總統下令第七艦隊協防臺灣海峽。7月26日共軍襲擊大、二膽島，史恆豐營長率領官兵以寡擊眾，英勇擊退犯敵。40年美恢復對我軍援，5月1日美顧問團在臺灣成立，協助國軍加速整編，為策應盟邦給予共軍壓力，國軍於40年3月18日及41年1月28日兩次突擊湄州島；41年10月11日突擊南日島；42年7月16日突擊東山島，均予共軍沉重打擊，國軍也付出相當犧牲。民國42年7月27日韓戰結束，共軍將重心轉移東南沿海。43年9月3日，共軍突然砲擊金門列島，駐金美軍顧問2人殉職。11月14日，海軍太平洋艦在大陳海域巡弋，遭共軍突襲重創後沉沒；44年1月18日，共軍進犯一江山，島上守軍在王生明司令指揮下，與具陸空優勢之敵惡戰，大多數官兵壯烈殉國。是年2月我海軍先在美國協助下，將2萬8千餘軍民撤離大陳，嗣後南麂島軍民亦由海軍接運來臺，至此國軍集中兵力於臺澎金馬等地，整軍經武，全力確保臺海安全。47年8月23日，共軍猛烈砲擊金門列島，44天作戰中，共軍對面積僅有150平方公里的金門列島濫射了47萬餘發砲彈，平均每一平方公里落彈3千多發，期間駐金陸軍以火砲奮力還擊，予敵重創，史稱「八二三砲戰」。戰後共軍對金馬砲擊改採「單打雙不打」措施。而海軍先後在「八二四」與「九二」兩場海戰，反制共軍對料羅灣海面封鎖，掌握制海權，順利實施運補；空軍則於10餘次空戰中，締造擊落32架敵機的輝煌戰果，三軍不分彼此，並在美軍適時提供重型火砲支援下，贏得光榮勝利；另有空軍黑蝙蝠、黑貓及紅狐中隊等，多次冒險深入大陸執行偵照情蒐工作，陳懷生等163位機組員忠勇殉國，令人敬佩。民國54年海軍與共軍在臺灣海峽先後發生「東引」、「八六」及「烏坵」等三次海戰，我海軍官兵奮勇抗敵，期間劍門、章江及臨淮等三艦不幸遭敵重創沉沒，胡嘉恒將軍及多數官兵與艦共存亡。56年1月13日空戰，空軍擊落2架敵機，此後臺海未再發生直接軍事衝突。在兩岸軍事對峙期間，國軍同時實施敵後特種作戰，犧牲慘烈。自民國38年古寧頭大捷，迄56年1月空戰止，為保衛臺灣，一共發生46次大小作戰，國軍總計有6,400多名官兵壯烈殉國，另有5,600多名官兵作戰負傷。而金門與馬祖當地居民配合駐軍防務，組織民防自衛隊，長期投入支援作戰任務，為保障臺澎金馬60多年來的和平與安定，犧牲奉獻，國人有目共睹。
近8年來，兩岸關係大幅改善，當年之殺戮戰場，今日已成和平大道，但國軍官兵與民眾在危急存亡之秋，誓死捍衛國家的忠肝義膽，以及當年美國協防臺灣，126位官兵殉職的深厚情誼，中華民國政府永誌不忘。謹以「保衛臺灣紀念章」，致上全國同胞最崇高的敬意與無限感念！

## 頒發數量
經過國防部陸軍司令部、國防部海軍司令部、國防部空軍司令部、國防部憲兵指揮部、國防部後備指揮部、國防部軍事情報局、國防部電訊發展室等單位查訪估有6400人作戰死亡，5600人負傷，透過與美國在台協會與美軍聯絡，1949年以後駐臺美軍殉職負傷人員有126位，有超過1萬2000人符合資格。2016年1月下旬由總統馬英九於中華民國總統府首次公開頒贈紀念章予相關人員或遺族代表。